# Ângela Figueiredo
Ângela Figueiredo, im Ausland meist ohne Akzent geführt (Angela Figueiredo) (anhörenⓘ * 8. März 1961 als Ângela Barroso de Figueiredo in Rio de Janeiro) ist eine brasilianische Schauspielerin.

## Leben und Wirken
Die Tochter der Regisseurin Vera de Figueiredo (* 1934) hatte schon als Teenager Erfahrungen mit dem Showbusiness gesammelt. Mit 15 stand sie erstmals vor einer Filmkamera (in einer von ihrer Mutter inszenierten Kinoproduktion) und wurde bald darauf mehrfach in Magazinen abgelichtet. Außerdem galt das sportive Mädchen schon in jungen Jahren als talentierte Capoeirista.
Mit Beginn der 80er Jahre begann Angela Figueiredo regelmäßig als Schauspielerin zu arbeiten. Dabei konzentrierte sich die gertenschlanke, attraktive Carioca nahezu ausschließlich auf das Fernsehen. Ein Großteil ihrer Arbeiten waren melodramatische Stoffe. Gelegentlich spielte sie auch in (ziemlich schnulzig ausgefallenen) Romanzen wie in Johnny Love, einem ihrer wenigen Kinofilme. Dort verkörperte sie die Sängerin Juliana, die bei einem Autounfall den titelgebenden Fotografen Johnny kennenlernt, sich in ihn verliebt und nach allerlei Irrungen und Wirrungen ihren Durchbruch als Rockstar feiern kann.
Angela Figueiredo wirkte jedoch vor allem in einer Fülle von Telenovelas mit, die allerdings kaum außerhalb Brasiliens gezeigt wurden. Neben ihrer Kollegin Cláudia Ohana ist sie einer der populärsten Schauspielerinnen ihrer Generation und ihres Landes.

## Privates
Angela Figueiredo war mit dem Schauspieler und Regisseur Dennis (de) Carvalho (* 1946) verheiratet. Aus der Beziehung mit dem Surfer Marcos Bouth ging beider Tochter Diana Bouth (* 1980) hervor, die heute als Fernsehmoderatorin arbeitet. Später heiratete Angela Figueiredo den Leadsänger der Punkrockband Titãs, Branco Mello (* 1962). Aus dieser Ehe gingen die Kinder Bento (* 1991) und Joaquim (* 1999) hervor. Seit August 2006 ist Angela Figueiredo auch Großmutter. Mit Ehemann Branco und Tochter Diana hat sie eine eigene Produktionsfirma, Caso 5, gegründet. 2008 produzierte sie mit dieser Firma einen Dokumentarfilm über die Band ihres Mannes.

## Filmografie
TV-Serien bzw. Telenovelas, wenn nicht anders angegeben
- 1976: Feminino Plural (Kino)
- 1983: Guerra dos Sexos
- 1984: Santa Marta Fabril
- 1985: Roque Santeiro
- 1986: Selva de Pedra
- 1987: Brega e Chique
- 1987: Johnny Love (Kino)
- 1987: Sonhos de Menina-Moça (Kino)
- 1988: O Pagador de Promessas
- 1988: Banana Split (Kino)
- 1989: Cortina de Vidro
- 1992–94: Você Decide
- 1995: Sangue do Meu Sangue
- 1996: Dona Anja
- 1996: Colégio Brasil
- 1998: Era Uma Vez
- 1999: Louca Paixão
- 2000: Esplendor
- 2006: Malhação
- 2007: Sete Pecados
- 2008: Água na Boca
- 2008: Titãs - A Vida Até Parece uma Festa (Dokumentarfilm, nur Co-Produktion)
- 2013: Saramandaia
- 2017: Carinha de Anjo

## Anmerkung
1. ↑  lt. Aussage des Filmhistorikers Kay Weniger, der die 17-Jährige im Herbst 1978 in Brasilien kennengelernt hatte und diesen Kampftanz ausüben sah

| Personendaten    | Personendaten                                                   |
| ---------------- | --------------------------------------------------------------- |
| NAME             | Figueiredo, Ângela                                              |
| ALTERNATIVNAMEN  | Figueiredo, Angela; Figueiredo, Ângela Barroso de (Geburtsname) |
| KURZBESCHREIBUNG | brasilianische Schauspielerin                                   |
| GEBURTSDATUM     | 8. März 1961                                                    |
| GEBURTSORT       | Rio de Janeiro                                                  |